# Luci Valeri Preconí
Luci Valeri Preconí (en llatí Lucius Valerius Praeconinus) va ser un militar romà del segle i aC. Formava part de la gens Valèria, una antiga gens romana d'origen sabí.
Va ser legat de Juli Cèsar a Aquitània i els aquitans el van derrotar l'any 57 aC un any abans que el legat de Cèsar, Publi Licini Cras, conquerís la regió (56 aC). De la seva derrota només en parla Juli Cèsar a De Bello Gallico, però sense donar detalls d'ell ni del desenvolupament de la lluita.